# Département de l'est du Tennessee et de l'ouest de la Virginie
Le département de l'est du Tennessee et de l'ouest de la Virginie est un commandement de l'armée confédérée sur le théâtre du trans-Allegheny pendant la guerre de Sécession. Ce département existe sous deux formes précédentes au cours de la guerre. 

## Département du sud-ouest de la Virginie
Il est organisé le 8 mai 1861 pour la région montagneuse du sud-ouest de la Virginie et aujourd'hui le sud de la Virginie-Occidentale,. La valeur stratégique la plis importante de ce département est le chemin de fer de l'est du Tennessee et de la Virginie.

### Commandants
- William W. Loring - 8 mai 1861 - 16 octobre 1862[1]
- John Echols - 16 octobre 1862 - 10 novembre 1862[1]
- John Stuart Williams (temp.) - 10 novembre 1862 - 19 novembre 1862[1]
- John Stuart Williams - 19 novembre 1862 - 21 novembre 1862[1]

## Département du trans-Allegheny
Il est renommé le 25 novembre 1862 et étendu à la frontière du Kentucky oriental. Le 25 septembre, il est étendu afin d'inclure les zones du sud-ouest de la Virginie anciennement couvertes par le département de l'est du Tennessee et les forces à l'est de Knoxville. Le 19 mars 1864, la région autour de Saltville, en Virginie, est ajoutée au département, et, brièvement, du 23 avril au 2 mai, l'ensemble du département de l'est du Tennessee est ajouté au département.

### Commandants
- John Stuart Williams (temp.) - 21 novembre 1862 - 10 décembre 1862[3]
- Samuel Jones - 10 décembre 1862 - 25 février 1864[3],[note 2]
- John C. Breckinridge - 25 février 1864 - 23 mai 1864[3]
- William "Grumble" Jones - 23 mai 1864 - 31 mai 1864[3]
- George B. Crittenden (temp.) - 31 mai 1864 - 22 juin 1864[3]
- John H. Morgan (temp.) - 22 juin 1864 - 22 août 1864[3]
- John Echols (temp.) - 22 août 1864 - 17 septembre 1864[3]
- John C. Breckinridge - 17 septembre 1864 - 27 septembre 1864[3]

## Département de l'est du Tennessee et de Virginie du sud-ouest
Il est organisé le 27 septembre 1864. Le district de la vallée est ajouté le 9 avril 1865 à partir du département de Virginie du Nord.

### Commandants
- John C. Breckinridge - 27 septembre 1864 - 20 février 1865
- Jubal A. Early - 20 février 1865 - 29 mars 1865
- John Echols - 29 mars 1865 - 19 avril 1865

## Département du Tennessee et de Géorgie
Il est fusionné avec le département du Tennessee et de Géorgie, le 19 avril 1865.

## Bibliogpraphie
: document utilisé comme source pour la rédaction de cet article.
- (en) John H. Eicher et David J. Eicher, Civil War High Commands., Stanford, Stanford University Press, 2001, 1040 p. (ISBN 0-8047-3641-3).
- (en) Terry L. Jones, Historical Dictionary of the Civil War, vol. 2 : Historical Dictionaries of War, Revolution, and Civil Unrest, Scarecrow Press, 2002, 2e éd., 1784 p. (ISBN 978-0-8108-6611-9, lire en ligne).